# Canal de Ruoholahti
Le Canal de Ruoholahti (finnois : Ruoholahden kanava) est un canal sans écluse, situé dans le quartier de Ruoholahti à Helsinki en Finlande. 

## Description
Le canal construit au début du XXe siècle va de Hietalahti à Ruoholahti et il sépare l'île Jätkäsaari du continent. 
Le canal coule d'Ouest en Est.
Le canal dispose de 22 ancrages pour bateaux de plaisance.